# Radioactive Man (Los Simpson)
Radioactive Man (en español, Hombre Radiactivo o Radiactivo Man) es un superhéroe de historieta que aparece en la serie animada de televisión Los Simpson, el cual obtuvo sus poderes tras sobrevivir a la explosión nuclear de una bomba atómica. Su vestimenta es de color rojo, y sus superpoderes son superfuerza, súper-resistencia, capacidad de volar y visión de rayos X.

## Información general
Como todo superhéroe, el Hombre Radioactivo tiene un compañero contra el crimen llamado Fallout Boy (Niño Fisión en Hispanoamérica o Fisión Boy en España), una frase característica que es "A darle atómos" en Hispanoamérica o "Vámonos átomos" en España y un alter ego llamado Claude Kane III.
Cuando se intentaba filmar la película del Hombre Radioactivo en Springfield el papel principal de superhéroe fue interpretado por Rainier Wolfcastle (que no logra pronunciar correctamente la frase característica), y el de Niño Fisión por Milhouse, que no quiso seguir interpretando este rol debido a la inmensa presión que le traía. (Mickey Rooney audicionó para el papel de Fission Boy sin éxito alguno). También tres de los enemigos del hombre radioactivo (Marino zoquete, Payaso gruñón y el Doctor sangres) fueron interpretados por Krusty. 
En el capítulo Three Men And A Comic Book (Tres hombres y una revista de cómics) Bart Simpson, Martin Prince y Milhouse Van Houten compran la primera edición de la historieta a Jeff Albertson (El hombre de las tiras cómicas) a 100 dólares. Los tres se pelean por la historieta que termina rompiéndose pulverizada por un rayo.
En el capítulo Radioactive Man se hace mención a una copia casi idéntica del Hombre Radioactivo, este se llama "Radiation Dude" cuya frase es “Venga, vámonos”.
En un episodio se hace referencia a la serie de Batman de 1966 refiriéndose a una serie anticuada del hombre radioactivo de los años 70.
Homer cree que Marge le es infiel con el Hombre Radiactivo, y lo podemos escuchar diciendo: "Marge, en esta casa hay otro hombre....un Hombre Radiactivo", lo dice mientras con su cara hace gesto de haber descubierto a Marge en su infidelidad, lo cual es absolutamente falso.

## Enemigos
Doctor Cangrejo (Vladimir Krabokov): Es el archienemigo principal. Frecuentemente se lo ve mutado en un cangrejo (aunque conserva la ropa de humano) o, en un episodio, en camarón. En el mismo episodio se descubre que es manipulado por el "Gusano Radiactivo", el cual obtuvo sus poderes de la misma explosión que el superhéroe.
Chica Larva: Es un gusano hembra gigante y ambicioso. Intenta seducir al Hombre Radiactivo (tal como supuestamente hizo una vez con el Capitán Calamar) para poder cometer crímenes libremente.
Chica Ratera: Está enamorada del Hombre Radiactivo, pero intenta seducirlo mediante el crimen. Tiene una poderosa pistola de rayos y un grupo de ayudantes adolescentes.
Hypno-Head: Como su nombre lo indica, su poder se basa en la hipnosis, que provoca por su cabeza.
Cerebrito, el Magnífico: Es un cerebro provisto de un tanque de rayos "xeno", los cuales pueden provocar efectos secundarios en otros personajes (como sucede en "Las 1001 caras del Simio Radiactivo").
Sr. Machaca-Riñones (o Golpe de Riñón): Es un hombre enmascarado, vestido con un traje verde, que se caracteriza, precisamente, por atacar con sus fuertes brazos en el torso.
Otros villanos, de aparición eventual, son Pendón Escarlata, Dardo Humano y Rompehuesos.

## Lista de cómics en los que ha aparecido
Lista de historietas publicadas hasta ahora, más otras apariciones del Hombre Radioactivo.

### Pre-Bongo
- Simpsons Comics & Stories #1
- Bartman and Radioactive Man #1

### Volumen 1
- Radioactive Man #1 ("1952"): The Origin Of Radioactive Man / Dr Crab's Commie Comics
- Radioactive Man #88 ("1962"): Magmo The Lava Man.
- Radioactive Man #216 ("1972"): See No Evil, Hear No Evil.
- Radioactive Man #412 ("1980"): In Ze Clutches Of Dr. Crab!.
- Radioactive Man #679 ("1986"): Who Washes The Washmen's Infinite Secrets Of Legendary Crossover Knight Wars?.
- Radioactive Man #1000 ("1995"): In His Own Image.
- Radioactive Man 80-Page Colossal (“Aug 1995”): Varias historias: To Betroth A Foe!, Radioactive Man, Teen Idol!, The 1,001 Faces Of Radioactive Ape!, The Origin Of Glowy y Gloria Grand, Radioactive Girl!.

### Otros volúmenes
- Simpsons Comics #36-39 / Radioactive Man #160 ("1968"): The Heroic Life and Mortifying Death of Radioactive Man.
- Simpsons Comics #50 / Radioactive Man #99 ("1963"): Planet of the Strange-O's.

### Volumen 2
- Radioactive Man #100 ("1963"): Anomaly of the Automaton That Ran Amok.
- Radioactive Man #222 ("1972"): No One Gets Over the Underground.
- Radioactive Man #136 ("1966"): From Reinmania With Luv, Baby! y The Uncle from M.A.N.N.
- Radioactive Man #4 ("1953"): The Amazing Radioactive Spider, The Thing In My Head y The Beauty Queen from the 21st Century.
- Radioactive Man #106 ("1963"): Radioactive Man, Man of Radioactivity.
- Bongo Super-Heroes #7
- Radioactive Man Movie Special: The Official Bongo Comics Group

Movie Adaptation.
- Radioactive Man #197 ("1971"): Obrian and the New Guards.

### Post-Volumen 2
- Simpsons Super Spectacular #1
- Simpsons Super Spectacular #2
- Simpsons Super Spectacular #3
- Simpsons Super Spectacular #4
- Radioactive Man #711 (exclusivo de 7-Eleven)
- Simpsons Super Spectacular #5